# Лејк Кристал (Минесота)
Лејк Кристал (енгл. Lake Crystal) град је у америчкој савезној држави Минесота.

## Демографија
По попису из 2010. године број становника је 2.549, што је 129 (5,3%) становника више него 2000. године.
| Група             | 2000.         | 2010.         |
| Белци             | 2.366 (97,8%) | 2.451 (96,2%) |
| Афроамериканци    | 7 (0,3%)      | 20 (0,8%)     |
| Азијати           | 7 (0,3%)      | 17 (0,7%)     |
| Хиспаноамериканци | 18 (0,7%)     | 34 (1,3%)     |
| Укупно            | 2.420         | 2.549         |